# Bouné
Bouné ist eine Landgemeinde im Departement Gouré in Niger.

## Geographie

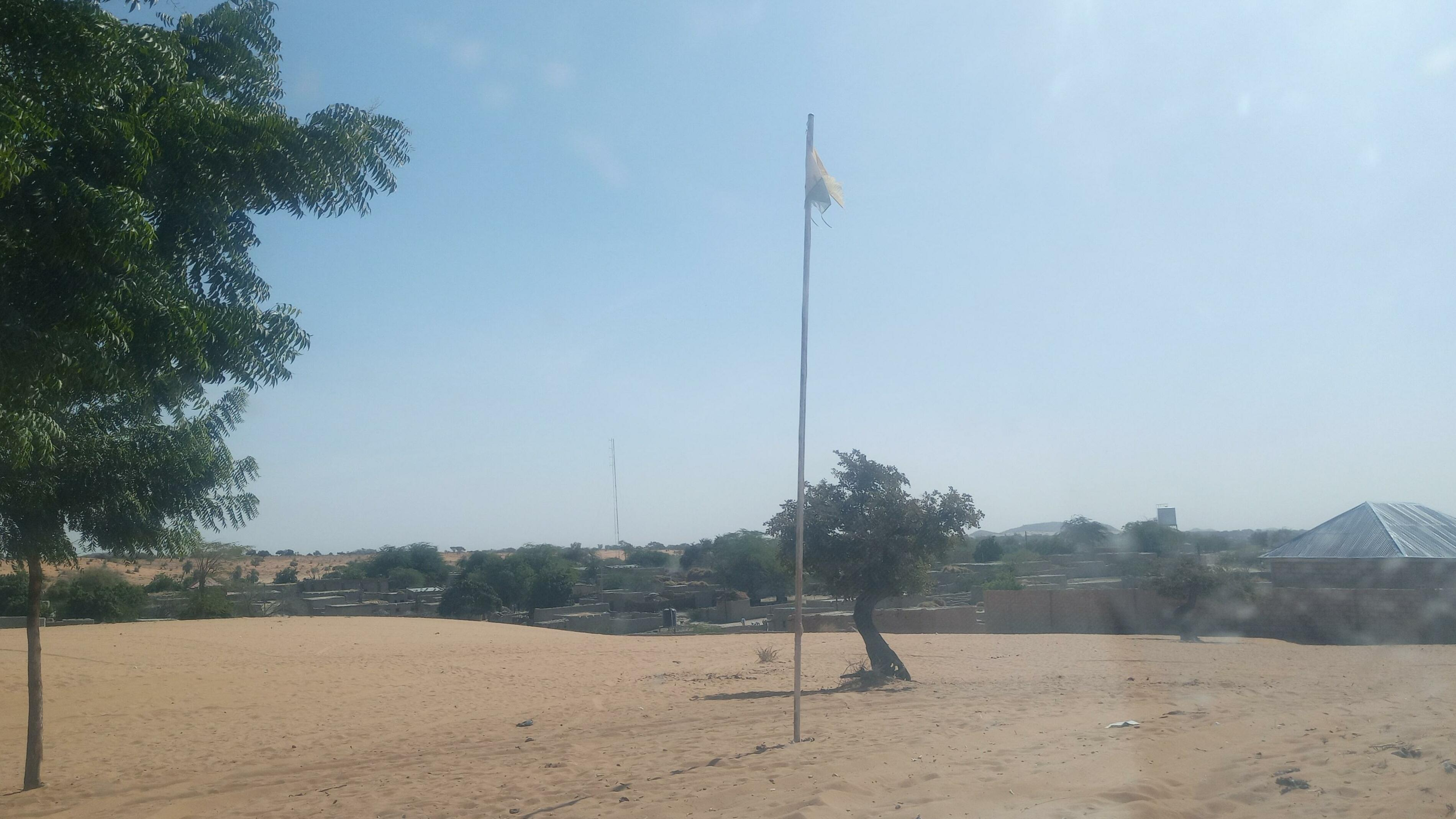
Gemeindehauptort Bouné (2023)

Bouné liegt am Übergang der Sahelzone zur Großlandschaft Sudan und grenzt im Süden an der Nachbarstaat Nigeria. Die Nachbargemeinden in Niger sind Gouré und Guidiguir im Norden, Goudoumaria im Osten sowie Gouchi und Malawa im Westen. Bei den Siedlungen im Gemeindegebiet handelt es sich um 121 Dörfer, 93 Weiler, 15 Lager und 4 Wasserstellen. Der Hauptort der Landgemeinde ist das Dorf Bouné. Es liegt auf einer Höhe von 360 m. Im Osten hat die Gemeinde Anteil an der weitläufigen Zone der fruchtbaren Mulden von Maïné-Soroa.

## Geschichte

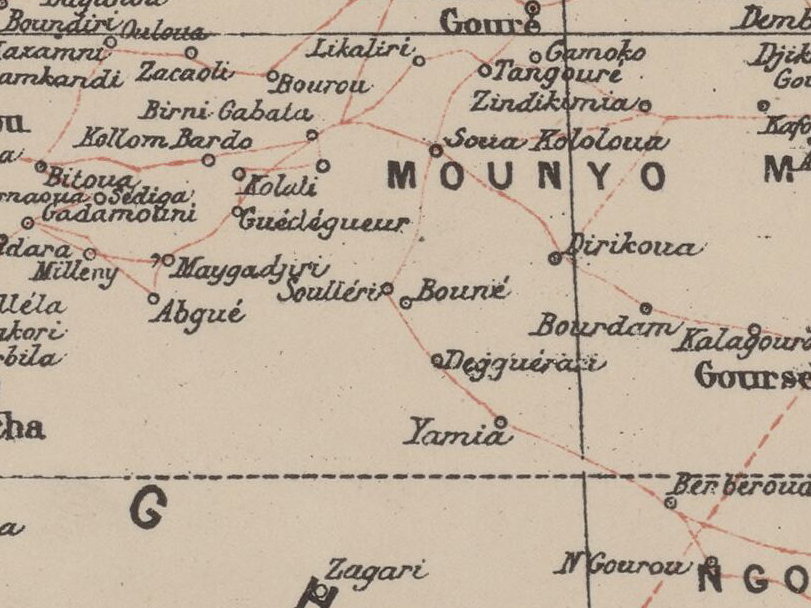
Ausschnitt einer Karte von 1903 mit Bouné im Zentrum

Anfang des 19. Jahrhunderts war Ibrahim, Sohn des Hadji Goarimi, der Herrscher von Bouné. Ihm gelang es durch Eroberungen die politische Einheit des Gebiets Mounio herzustellen, das zum Reich Bornu gehörte. Ibrahims Sohn Kosso verlegte seinen Herrschaftssitz in die Stadt Gouré. Bouné fiel Anfang des 20. Jahrhunderts an Frankreich. Die Märkte in den zu Bouné gehörenden Dörfern Grémaria Kabia und Zagari Manga zählten zu den kleinen Märkten in der Region, die damals von der französischen Verwaltung zugelassen wurden. Das Dorf Karguéri entwickelte sich in den 1960er Jahren zu einem wichtigen Zentrum für den Anbau von Erdnüssen, dem damals bedeutendsten Exportgut Nigers. 1962/1963 wurden in Karguéri 24,7 Tonnen Erdnüsse produziert, 1967/1968 waren es bereits 427,4 Tonnen. Die Landgemeinde Bouné ging 2002 im Zuge einer landesweiten Verwaltungsreform aus dem Kanton Bouné hervor, von dem ein Teil der Landgemeinde Guidiguir zugeschlagen wurde.

## Bevölkerung
Bei der Volkszählung 2012 hatte die Landgemeinde 74.513 Einwohner, die in 12.261 Haushalten lebten. Bei der Volkszählung 2001 betrug die Einwohnerzahl 48.274 in 8755 Haushalten.
Im Hauptort lebten bei der Volkszählung 2012 1013 Einwohner in 176 Haushalten, bei der Volkszählung 2001 1463 in 266 Haushalten und bei der Volkszählung 1988 2336 in 427 Haushalten.
In ethnischer Hinsicht ist die Gemeinde ein Siedlungsgebiet von Manga, Fulbe, Dagara, Damagarawa, Sossébaki, Tuareg und Tubu.

## Politik
Der Gemeinderat (conseil municipal) hat 19 gewählte Mitglieder. Mit den Kommunalwahlen 2020 sind die Sitze im Gemeinderat wie folgt verteilt: 14 PNDS-Tarayya, 2 MNSD-Nassara, 1 ARD-Adaltchi Mutunchi, 1 MPR-Jamhuriya und 1 RDR-Tchanji.
Jeweils ein traditioneller Ortsvorsteher (chef traditionnel) steht an der Spitze von 101 Dörfern in der Gemeinde, darunter dem Hauptort.

## Wirtschaft und Infrastruktur

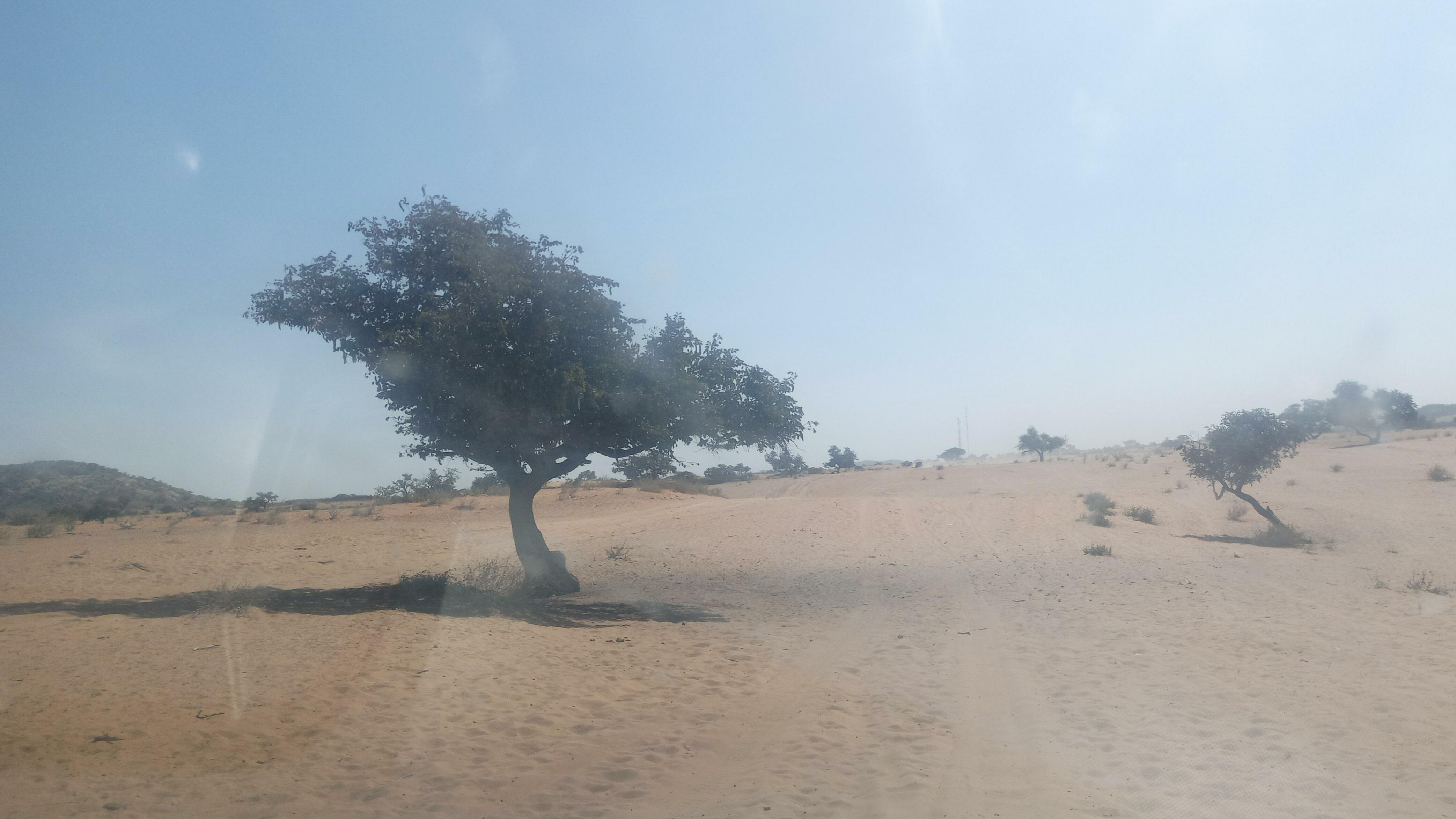
Landschaft in Bouné (2023)

Die Gemeinde liegt in einer Zone, in der Regenfeldbau betrieben wird. Die Manga sind auf Ackerbau spezialisiert. Wochenmärkte werden im Hauptort sowie in den Dörfern Bassori, Bouzoun Kaza, Gamdou, Gazabalé, Karguéri, Komizabéwa und Zagari Manga abgehalten. Der Markttag im Hauptort ist Freitag.
Gesundheitszentren des Typs Centre de Santé Intégré (CSI) sind im Hauptort sowie in den Siedlungen Gamdou, Karguéri und Zagari Manga vorhanden. Das Gesundheitszentrum in Gamdou verfügt über ein eigenes Labor und eine Entbindungsstation.